# Toshihide Saito
Toshihide Saito, född 20 april 1973 i Shizuoka prefektur, Japan, är en japansk före detta fotbollsspelare.